# بهرام میرزا
بهرام میرزای صفوی (۱۵ سپتامبر ۱۵۱۷ – ۱۱ اکتبر ۱۵۴۹) شاهزادهٔ صفوی، حاکم و فرماندهٔ نظامی در ایران سدهٔ شانزدهم بود. او جوانترین پسر شاه اسماعیل یکم (حک. ۱۵۰۱–۱۵۲۴)، بنیان‌گذار دودمان صفوی، بود.
بهرام میرزا حاکمیت هرات (۱۵۳۰–۱۵۳۳)، گیلان (۳۷/۱۵۳۶) و همدان (۱۵۳۹–۱۵۴۶) را بر عهده داشت. او فعالانه در جنگ با امپراتوری عثمانی شرکت کرد و همچنین در سرکوب شورش برادرش القاسب میرزا نقش کلیدی ایفا نمود. بهرام میرزا یکی از حامیان برجسته هنر بود و در خوشنویسی، نقاشی، شعر و موسیقی سرآمد بود و همانند برادر تنی خود شاه تهماسب یکم  (حک. ۱۵۲۴–۱۵۷۶) به‌وسیلهٔ همان نقاشان و خوشنویسان احاطه شده بود. آلبوم بهرام میرزا، آلبومی از نقاشی‌ها و نمونه‌های خوشنویسی که به او تقدیم شده است، در کاخ طوپقاپو استانبول نگهداری می‌شود. به نظر می‌رسد که بهرام میرزا تأثیر قابل توجهی بر آگاهی ایران صفوی از سبک منحصر به فرد هنر ایرانی داشته است.
بهرام میرزا احتمالاً در اثر مصرف بیش از حد تریاک درگذشت. از او سه پسر به نام‌های سلطان حسین میرزا، سلطان ابراهیم میرزا و سلطان بدیع‌الزمان میرزا به جای ماند که همگی در سال ۱۵۷۷ درگذشتند. دو تای آخر به دستور شاه اسماعیل دوم (حک. ۱۵۷۶–۱۵۷۷) کشته شدند. دلیل این کار شاه اسماعیل دوم، یا به دلیل پارانویا ناشی از مصرف مداوم مواد مخدر بود یا برای اطمینان از اینکه حکومت او در خطر نابودی قرار نخواهد گرفت. سلطان حسین میرزا نیز در همان سال بدون مداخلهٔ شاه اسماعیل دوم درگذشت.